# 聖路易 (科馬亞瓜省)
聖路易（西班牙語：San Luis），是洪都拉斯的城鎮，位於該國中西部，由科馬亞瓜省負責管轄，面積121.8平方公里，海拔高度701米，2001年人口7,201，人口密度每平方公里59.12人。
14°45′0″N 87°25′0″W / 14.75000°N 87.41667°W